# 미국 국제 호른 학회 한국지부
International Horn Society는 2021년에 한국지부장으로 권석준 교수를 임명 하였다. 미국 국제 호른 학회 한국지부는 2021년 9월 International Horn Society 의 총장  Redegudis Tavares가 한국지부를 승인하며, 권석준 지부장을 임명 하였다. 1970년 6월에 미국에 설립된 International Horn Society는 연례 심포지엄을 개최하며, The Horn Call이라는 잡지를 발간하는 국제호른학회이다.